# 涙のラブレター
「涙のラブレター」（なみだのラブレター）は、1980年5月10日に発売された矢沢永吉8枚目のシングル。

## 収録曲
全作曲：矢沢永吉
1. 涙のラブレター
  - 作詞：木原敏雄
2. レイニー･ウェイ
  - 作詞：相沢行夫